# Arco romano di Cabanes

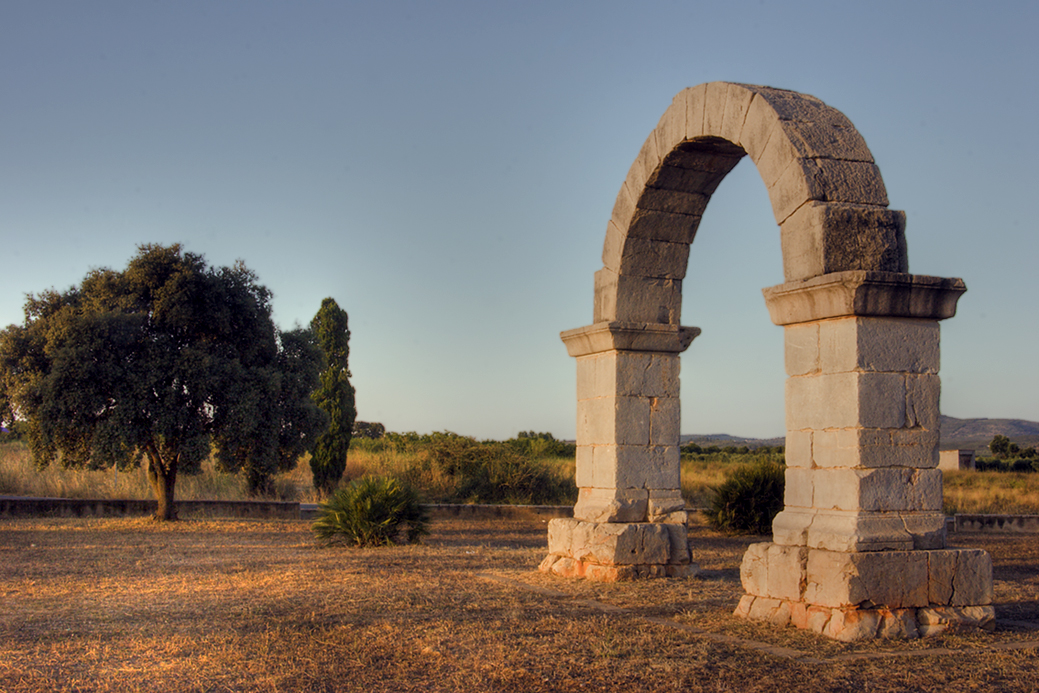
Arco romano di Cabanes

L'Arco romano di Cabanes  è un arco romano edificato nel II secolo, che si trova a 2 km circa da Cabanes (provincia di Castellón nella comunità autonoma spagnola Valenciana), sulla via Augusta, nella zona pianeggiante nota come Pla dell'arc.

## Storia

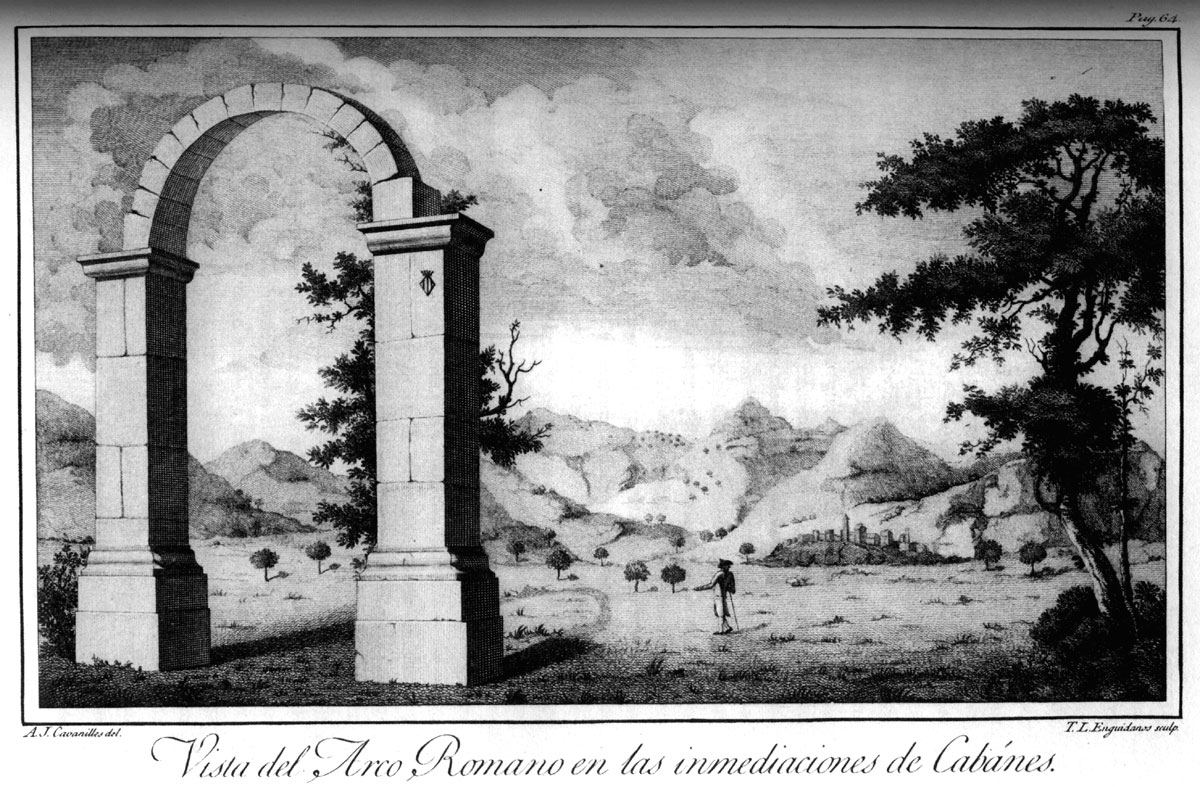
L'arco raffigurato in una stampa del 1795

La costruzione dell'arco è stata attribuita al II secolo in base ai ritrovamenti ai piedi del monumento di materiali ceramici e monete di quest'epoca.
Fu probabilmente eretto come parte del monumento funerario di un privato, forse in collegamento con una villa rurale della zona.
È citato nei documenti a partire dal 1243 (Carta Pubebla) e nel 1873 la commissione provinciale dei monumenti fece deviare la strada, che ancora vi passava sotto, per salvaguardare il monumento. L'arco è stato dichiarato monumento storico artistico pertinente al tesoro artistico nazionale spagnolo nel 1931. Nel 2004 il comune di Cabanes ha approvato il "Piano speciale di protezione della Senda de los Romanos e dell'arco di Cabanes"

## Descrizione

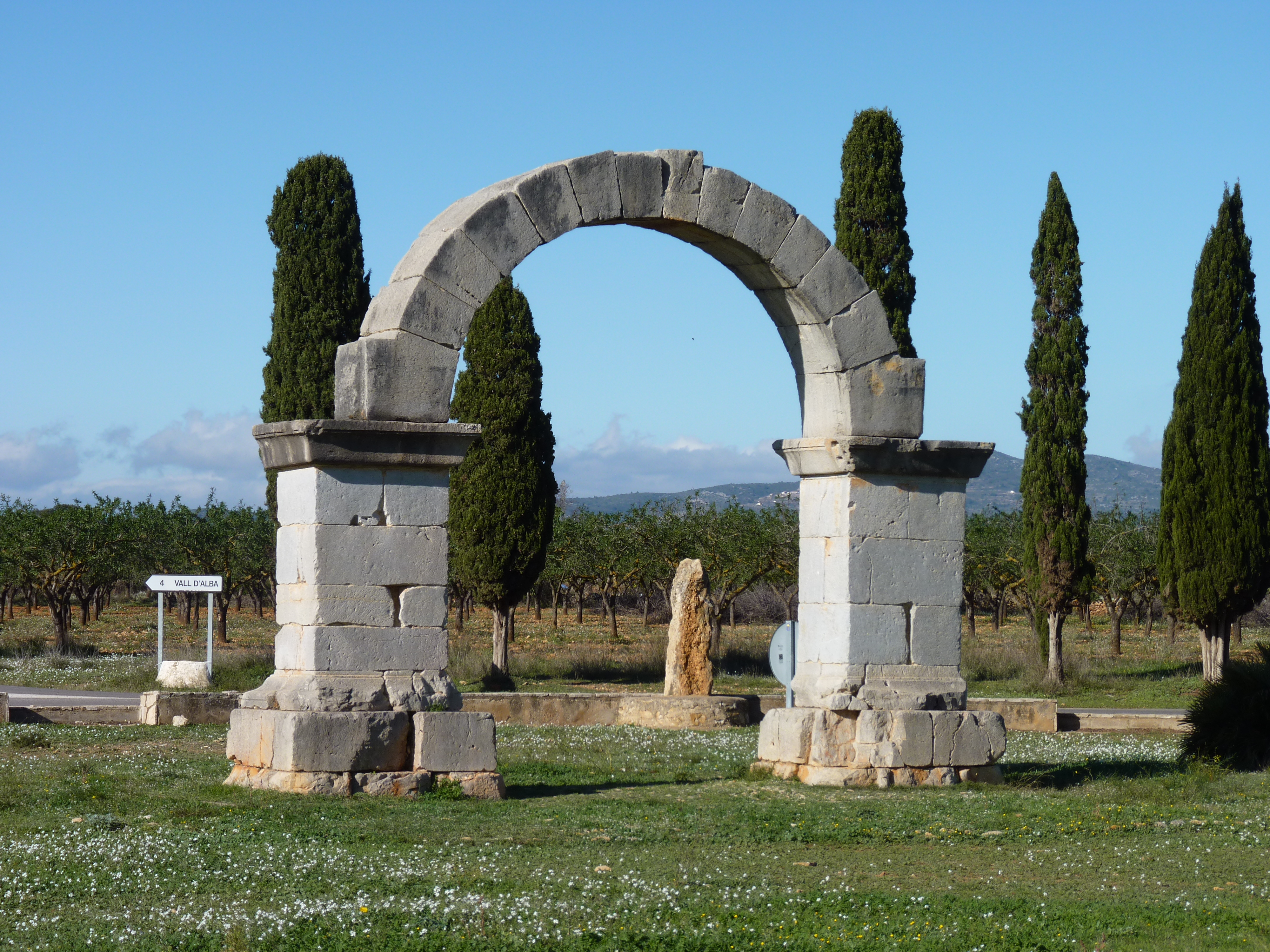
Arco Romano di Cabanes, vía Augusta (Cabanes, Castellón)

L'arco conserva i due piloni a pianta quadrangolare su cui poggiano i 14 conci dell'arcata. Era costruito in opera quadrata con blocchi in calcare provenienti da una vicina cava. I soli elementi decorativi conservati sono i coronamenti di imposta dei piloni e il loro zoccolo, con semplici modanature lisce. Alcuni blocchi modanati furono reimpiegati come abbeveratoi in edifici rurali prossimi o in edifici del paese.